# Kryptomerie japonská

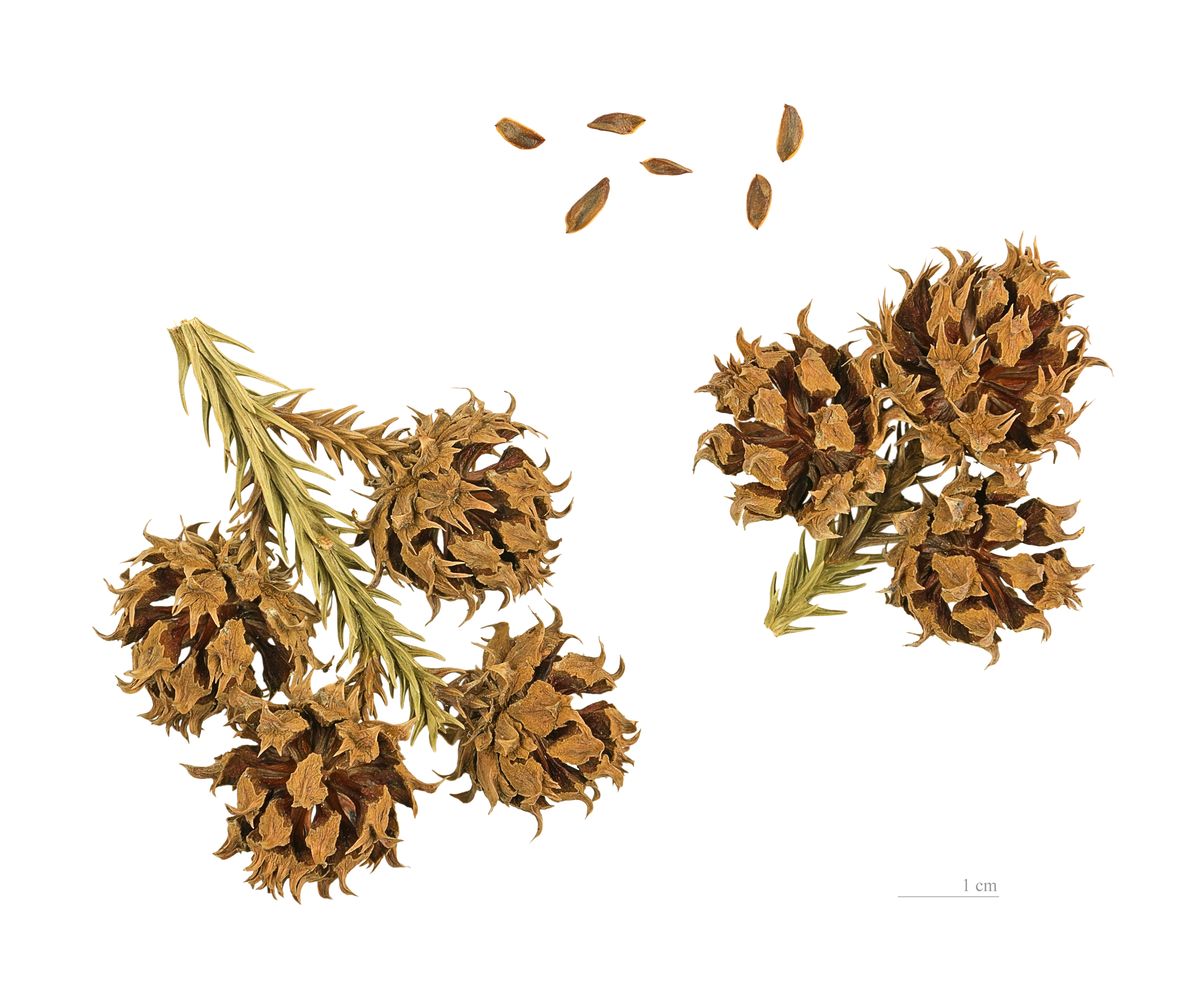
Šištice a semena kryptomérie

Kryptomerie japonská (Cryptomeria japonica) je jediný zástupce monotypického rodu kryptomerie (Cryptomeria). Jsou to stálezelené jehličnaté stromy. Název kryptomerie pochází z řeckého kryptos – tajný a meros – část, protože semena jsou zčásti skryta v paždí šupin.

## Původ a rozšíření
Kryptomerie původně pochází z Japonska (Honšú, Šikoku a z Kjúšú) a jihovýchodní Číny (provincie Fu-ťien a Če-ťiang). Je reliktem jurského období (z doby před 208-144 miliony let).
Pěstuje se v parcích a dendrologických zahradách celého mírného pásu. Do Evropy byla introdukována v roce 1842. V Česku byla poprvé vysazena na Sychrově v roce 1845.

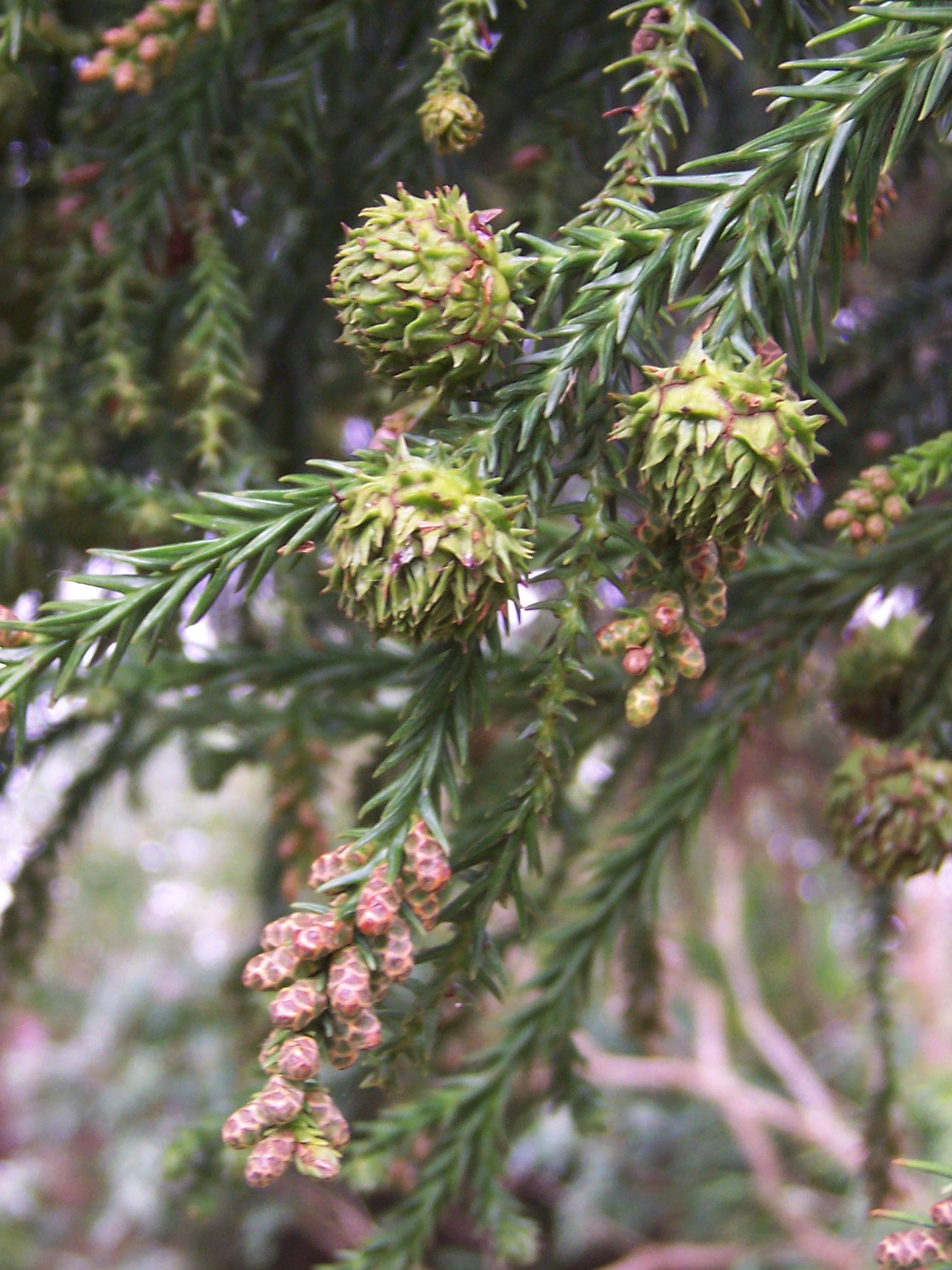
Samčí a samičí šišky kryptomerie japonské

## Popis
Koruna je kuželovitá a v mládí úzká. S přibývajícím věkem se rozšiřuje. Kořen je kůlovitý s hustými vedlejšími kořeny. Větve jsou odstávající, u země často mohutné, svěšené k zemi, se zdviženými špičkami. Někdy se na zemi vrství. Borku má hnědou, svisle brázditou, podobnou túji. Odlupuje se v proužcích. Jehlice jsou leskle či temně zelené, srpovitě zahnuté, dlouhé 0,5–1 cm a na větvičce vyrůstají ve šroubovici, v 5 podélných řadách. Přes zimu se často zbarvují (nádechy nafialovělé, načervenalé, nahnědlé), ale neopadávají. Na starších větvích se mohou objevovat výmladky.
Samčí šištice jsou žlutohnědé, oválné, nahloučené na konci asi 1 cm dlouhého výhonku. V době zralosti jsou jasně žluté a pyl vypouštějí časně z jara. Samičí šištice mají tvar zelené růžice. Strom je tedy jednodomý. Samčí šištice jsou nahloučené na konci postranních větévek, samičí na konci prýtů. Šišky jsou kulovité, 1–3 cm dlouhé, červenohnědé, dřevnatějící; uzrávají v prvním roce. Semenné šupiny jsou 3-6zubé. Podpůrné šupiny mají nazpět ohnutý osten. Objevují se zpravidla až u 40letých exemplářů.
Výška v dospělosti dosahuje 20–40 m, v Japonsku až 60 m (70 m). Věk dožití rostliny je přibližně 350 let, ale výjimečně i 945 let. Nejvyšší evropská kryptomerie dosahuje 39,5 m výšky a roste ve Francii. České nejvyšší exempláře dosahují výšky 29 m.

## Množení
Kryptomerie japonská se množí semeny, podobně jako jedle. Jistější je výsadba v předjaří. Mladým rostlinám musí být zajištěna zimní přikrývka. Semena rychle ztrácí klíčivost. Řízkuje se v sedmém měsíci. Roubování kultivarů na semenáčky nebo na zakořeněné řízky kultivaru 'Elegans' probíhá ve skleníku ve třetím měsíci.
Starší exempláře nesnášejí přesazování.

## Nároky
Půda musí být stále vlhká, protože špatně snáší delší přísušek. Půda by měla být hluboká, hlinitopísčitá a kyselá. Pro rostlinu je lepší polostín a zimní oslunění není žádoucí. Cryptomeria je mrazuvzdorná do (27)-30 °C. Špatně však snáší pozdní mrazíky a zřejmě i znečištěné ovzduší.
Ideální místo pro pěstování je v pásmu od 600 do 1200(-2050) m n. m. s ročními srážkami 1000–3000 mm a průměrnou roční teplotou 8-16 °C.

## Užití

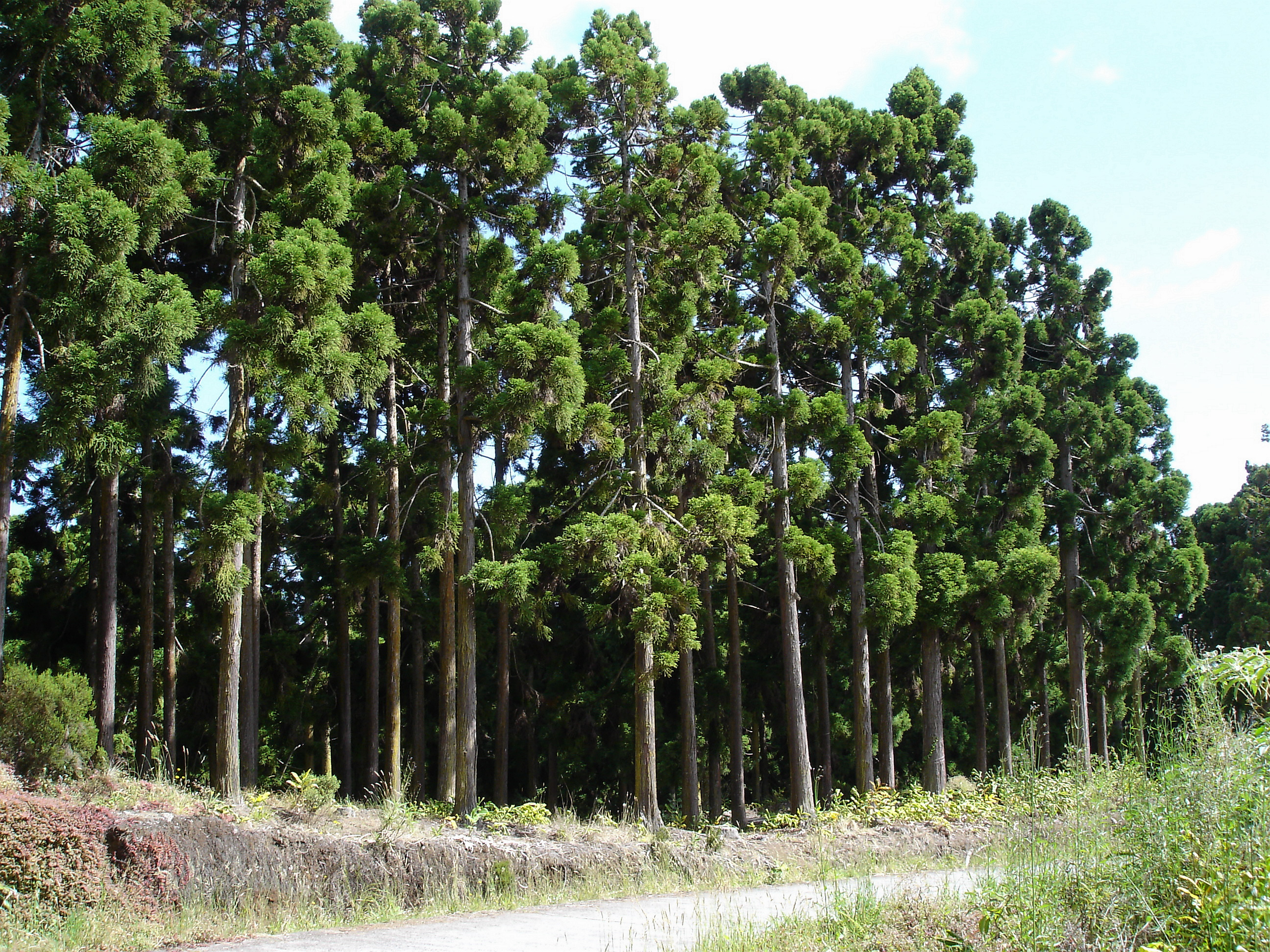
Les kryptomérií na ostrově Réunion

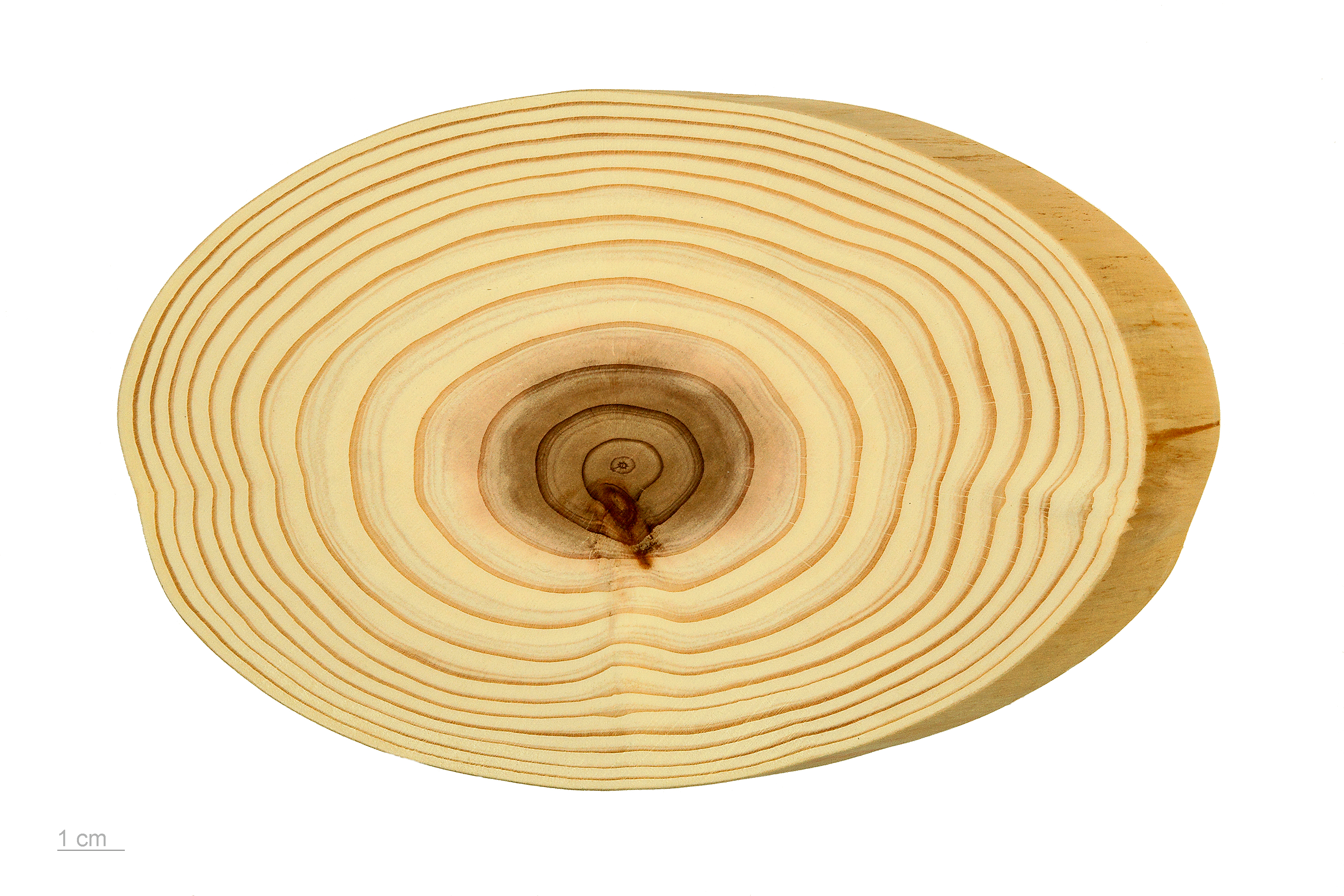
Dřevo kryptomérie

Jedná se o okrasnou dřevinu často vysazovanou pro svůj charakteristický tvar do velkých zahrad a parků; ve své domovině je oblíbená také v tamních chrámových parcích a zahradách. Druh je poměrně dosti variabilní. V kultuře se objevují i některé kultivary. Dřevo je lehké, měkké, ale pružné a pevné, středně trvanlivé, má růžověhnědý odstín. Je to důležitá lesní dřevina Japonska.

## Kultivary

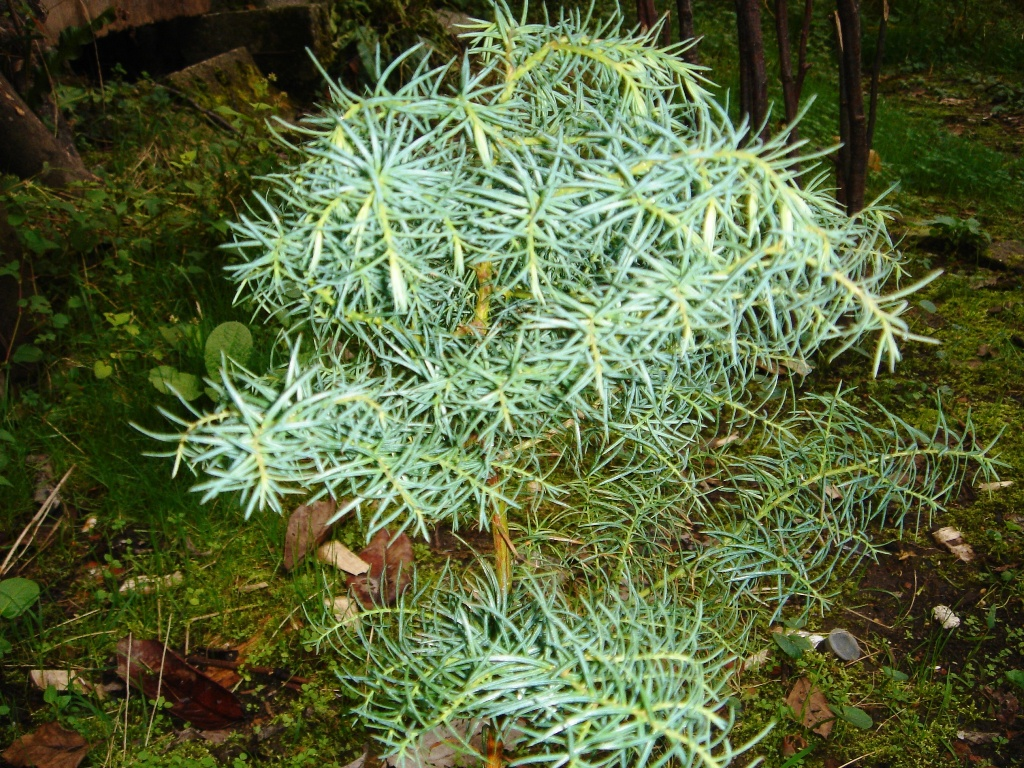
Kultivar 'Elegans'

Je známo asi 60 variet. Japonští zahradníci znají více než 200. Většina z nich není v Evropě zavedena. Nízké a zakrslé kultivary jsou vhodné do skalek, popř. teras, přenosných nádob.
Příklady:
- 'Bandai-Sugi'
- 'Cristata'
- 'Elegans'
- 'Elegans Compacta' – výška v rozmezí 1,5 – 2 m, šířka 2 – 2,5 m
- 'Globosa'
- 'Knaptonensis'
- 'Little Diamond'
- 'Pygmaea'
- 'Rasen Sugi'
- 'Sekan' – výška do 1 m, kulovitý tvar
- 'Spiralis'
- 'Tensan'
- 'Tansu'
- 'Vilmoriniana'
- 'Yellow Twig'
- 'Yokohama'
- 'Yoshino' – pyramidový tvar